# Aphrodisium subplicatum
Aphrodisium subplicatum är en skalbaggsart som först beskrevs av Maurice Pic 1937.  Aphrodisium subplicatum ingår i släktet Aphrodisium och familjen långhorningar.
Artens utbredningsområde är Laos. Inga underarter finns listade i Catalogue of Life.